# Kapa Dech
Kapa Dech é um grupo musical moçambicano formado em 1996. O grupo possui dois álbuns lançados, Katchume em 1998 e Tsuketani em 2001. O grupo já participou de festivais na Europa, mais notavelmente na França e Noruega.

## Integrantes originais
- Roberto Isaías - vocal
- António Almao Salomão Jango - vocal (falecido em 2010)
- António Firmo - guitarra
- Rufus Maculuve - instrumento de teclas
- José Pires - instrumento de teclas
- Jaime Joel Jaime - baixo
- Almeida Ngoca - bateria
- Rogério Nhavane - percussão( falecido em 2010)

## Discografia
- 1998: Katchume
- 2001: Tsuketani